# Paquebot de vela

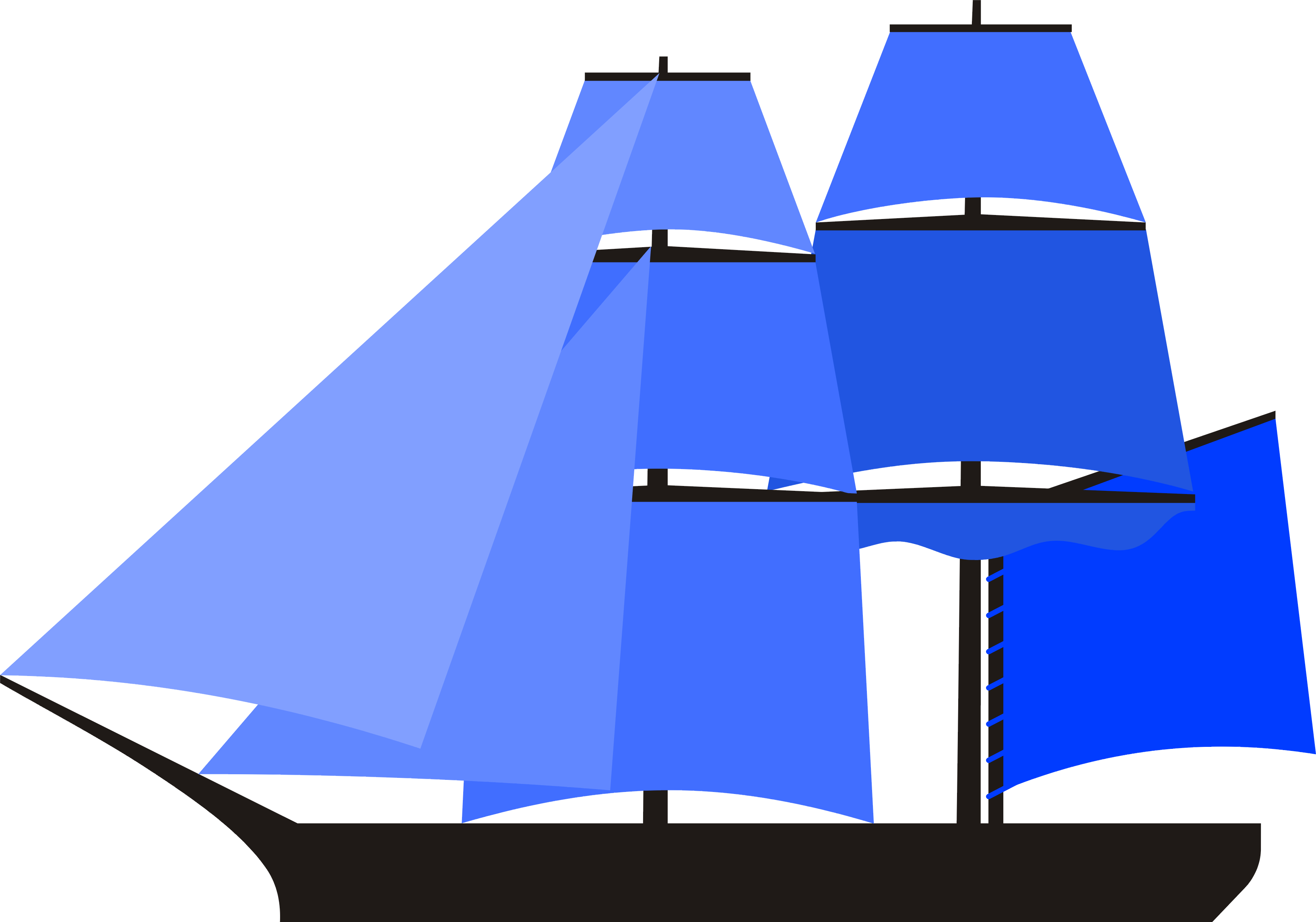
Detalls de l'aparell d'un paquebot. Caldria afegir la botavara de la vela cangrea.

Un paquebot era un vaixell de vela de dos pals, semblant al bergantí, que arboraba un pal afegit, gairebé enganxat a popa de l'arbre major, en que hissava una vela de mitjana molt semblant a una cangrea.
- Aquest pal postís o afegit reposava sobre un bloc de fusta a la coberta i anava subjectat prop del topall del mascle de l'arbre mestre amb una mènsula o similar.
- L'aparell anterior s'anomena: aparell d'esnó (arbre o pal d'esnó, vela d'esnó).[1][2]
- Un expert en temes nàutics, Ricard Jaime (Vegeu la ref.1), feia equivalents "paquebot" i "bergantí d'esnó".

## Definicions
- 1727. Anglès.[3]

| «                                                                        | Snow: the largest of all old two-masted vessels. The sails and rigging on the main mast of a snow are exactly similar to those on the same masts in a full-rigged ship; only that there is a small mast behind the mainmast of the former, which carries a sail nearly resembling the mizzen of a ship. “Snow”: El més gran de tots els antics vaixells de dos pals. Les veles i aparell de l'arbre mestre són com els de l'arbre mestre d'una fragata. En el cas del “snow” (paquebot) hi ha un pal petit darrere l'arbre mestre, on s'hissa una vela semblant a la cangrea d'una fragata. | » |

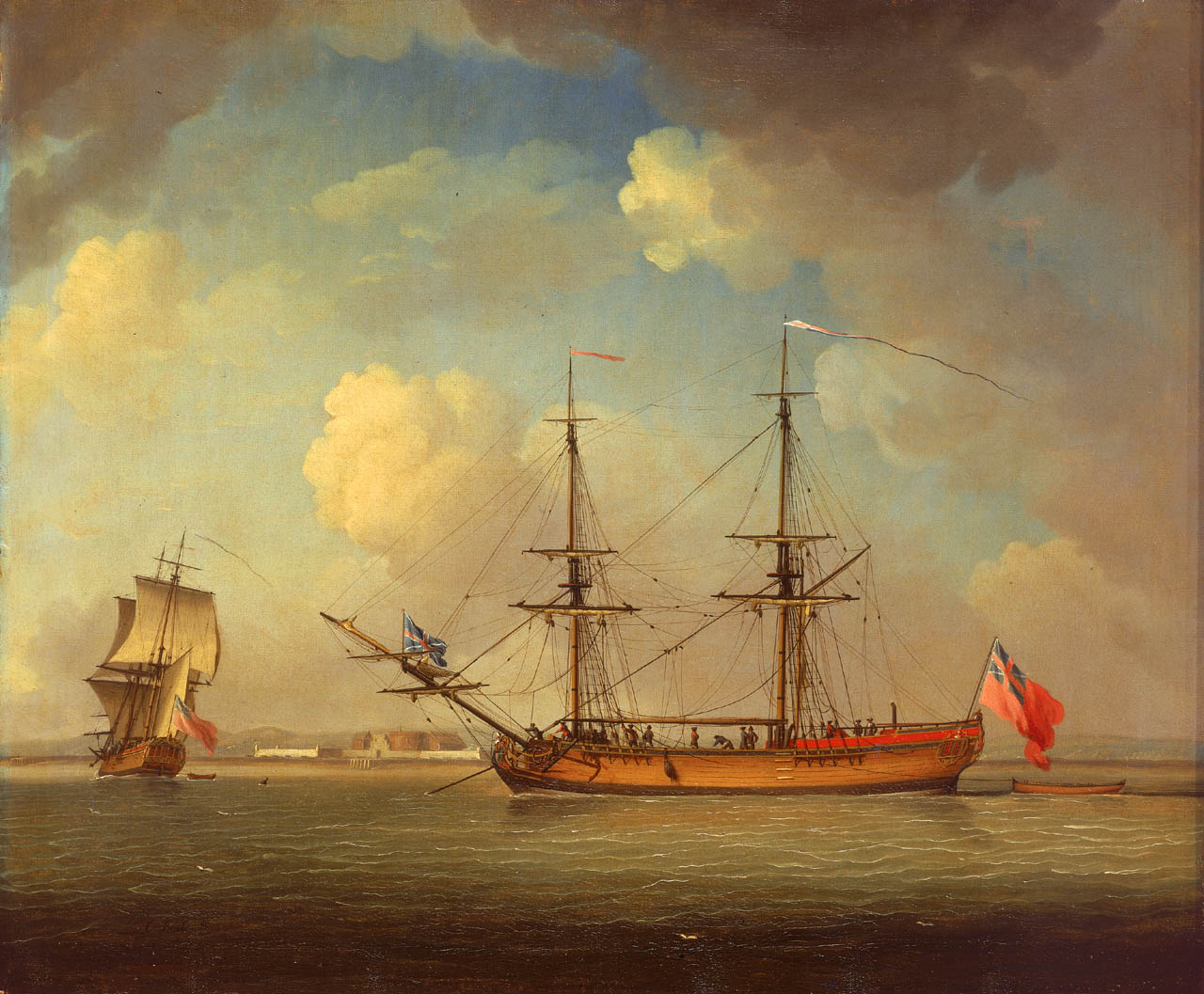
Dues vistes d'un paquebot, per Charles Brooking (1759).

| — Capità Charles Johnson. “A General History of the Pyrates”. Pàgina VI. | |   |

- 1791. Alemany. "Eine Schnau..."[4]
- 1792. Francès. "Senau: bâtiment qui a deux mâts gréés ..."[5]
- 1793. Alemany.[6]
- 1846. Castellà. “Paquebote: embarcación semejante al bergantín, con la diferencia de no ser tan fina y de llevar vela mayor redonda como las fragatas, y mesana en lugar de cangreja, envergada en el esnón o husillo”.[7][8]

### Figures
- Vegeu la referència 1: Maniobra en els vaixells de creu. Ricard Jaime. Pàgina 29.
- Description de l'art de la mâture, per Nicolas Charles Romme,La Gardette,Penevert (Aneu a la pàgina 85 de la referència següent).[9]
- Consultant Google Imatges amb el teme "esnón", es pot consultar un croquis de l'aparell d'esnau. El dibuix es troba a la pàgina "BREVE HISTORIA DE LOS APAREJOS" de Histarmar.

## Història

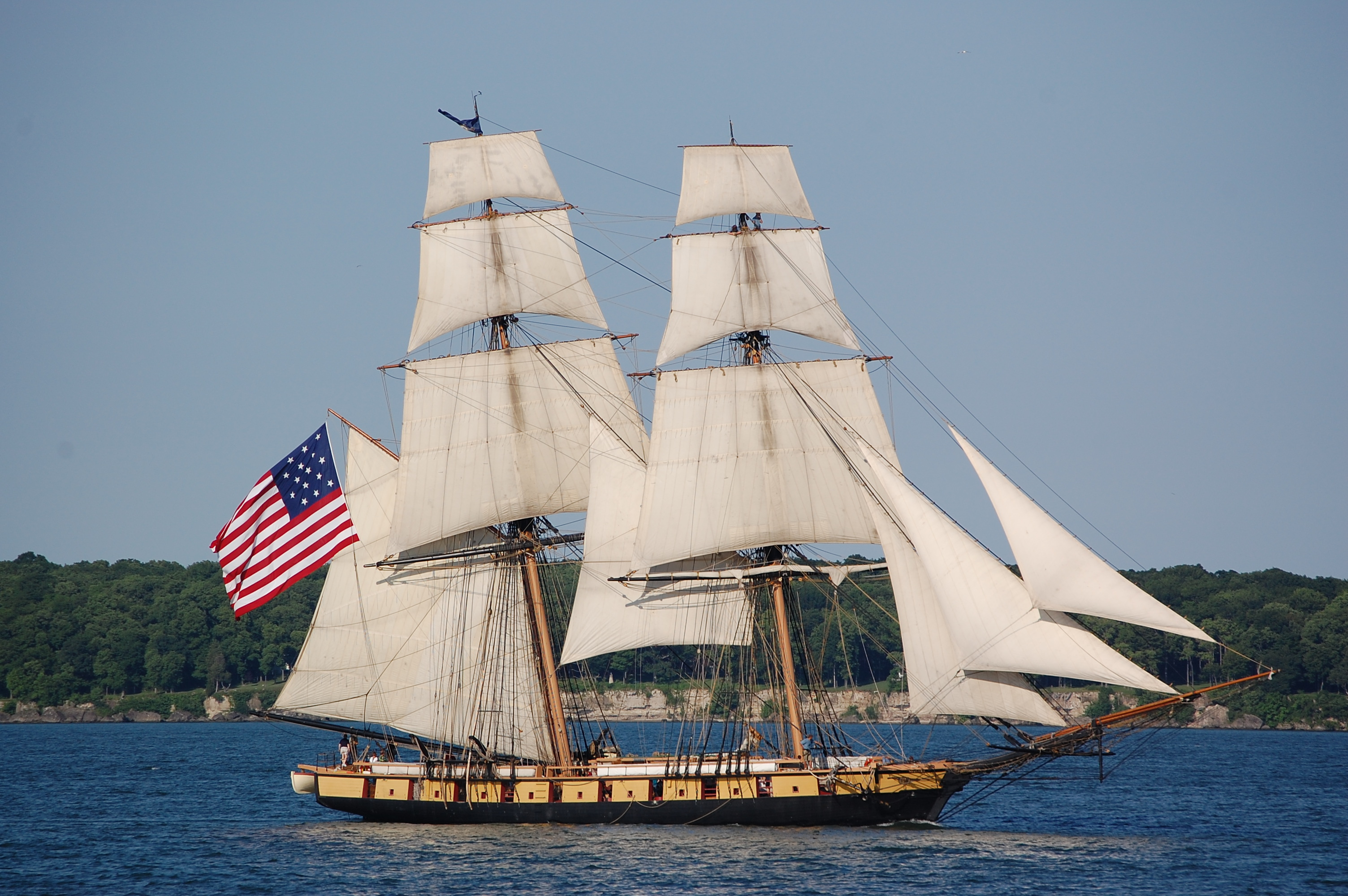
Paquebot de guerra Niagara. Exemple modern de la Paradoxa de Teseu. Avarat el 1812, amb múltiple substitució de tots els elements. Cal ampliar molt la imatge per a distingir l'esnó, gairebé enganxat al pal mestre.

L'origen del paquebot de vela és neerlandès. El nom neerlandès era “snauw”, terme antic que significava bec. D'aquí va passar a l'anglès “snow” i al francès “senau”. Els paquebots de vela daten de finals del segle xvii. Originalment tenien una vela de mitjana trapezoidal sense botavara. Aproximadament un segle més tard acostumaven a portar botavara. El paquebot fou un tipus de vaixell molt popular en la zona del mar Bàltic. Es tractava d'un vaixell ràpid i de maniobra àgil. Generalment era el més gran dels velers de dos arbres i fou usat com a vaixell de guerra i com a mercant armat, amb una bateria d'entre 5 i 16 canons es dedicava a funcions de vigilància costanera o a pràctiques corsàries. Com a vaixell mercant, a més de les rutes locals, els paquebots feien serveis regulars per tot el Mediterrani . I, a vegades, fins a les Índies Occidentals.

## Els paquebots de Califòrnia
| « | “Sobre la Mar del Sur en todo lo que mira a las Costas de la Nueva España, no se conocían otras embarcaciones que los Paquebots recién construídos en San Blas, y otros dos de pequeño porte, que sirvieron a los Misioneros expulsos de la California, para su comunicación con las vecinas y fronteras costas de la Sonora y Nueva Galicia. En estos pocos buques consistían todas las fuerzas marítimas que se pudiesen oponer a las invaciones extrangeras”. | » |
| — Diario historico de los viages de mar, y tierra hechos al norte de la California. Per Miquel Constançó. | |   |

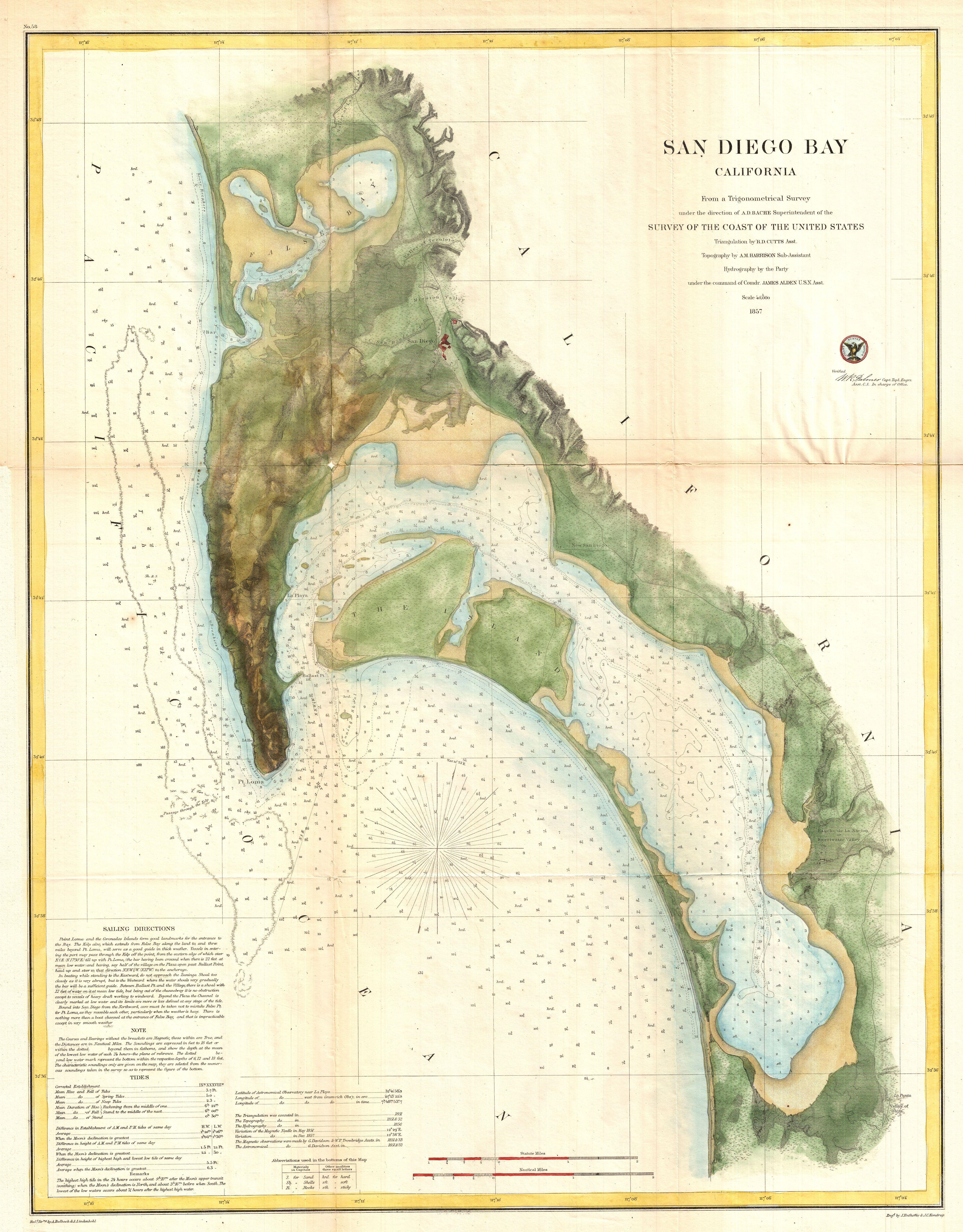
Mapa de la badia de San Diego (Califòrnia). Any 1857.

L'exploració i colonització de l'Alta Califòrnia és un tema d'estudi molt interessant, amb molts aspectes i detalls potser ben coneguts però poc divulgats. Els noms d'algunes persones són prou familiars: Fra Juníper Serra, Gaspar de Portolà, Miquel Constançó, ...
Una de les facetes a tenir en compte és el paper dels vaixells en les tasques esmentades d'exploració i colonització.
De tots els vaixells a considerar poden destacar-se tres paquebots:
- El paquebot “San Carlos” (àlias “el Toysón”)
- El paquebot “San Antonio” (àlias “El Príncipe”)
- El paquebot “San Joseph” (àlias “El Descubridor”)[13]

El paquebot San Carlos va salpar del Puerto de la Paz el 10 de gener de 1769. El capità era Vicens Vila. L'acompanyaven l'enginyer Miquel Constançó i el cirurgià Pere Prat. El guía espiritual era Fra Fernando Padrón. Les tropes embarcades foren el tinent Pere Fages com a comandant de 25 soldats de la Companyia Franca de Voluntaris de Catalunya.
Va arribar a la badia de San Diego el 29 d'abril de 1769, en un viatge de 110 dies, ple de dificultats i de vents contraris. Les bótes d'aigua la deixaven escapar i calgué anar a la costa per a tornar-les a omplir.
El paquebot San Antonio, a les ordres de Joan Perés va salpar el 15 de febrer de 1769, I va arribar a San Diego l'onze d'abril (59 dies de viatge).

## Paquebots de les Filipines
Sinibald de Mas i Sans va informar d'alguns paquebots armats, (construïts a Pangasinan, Cavite, Zambales), disponibles l'any 1771. La relació indica l'artilleria de cada vaixell.
- Paquebot Nuestra Señora del Rosario, con 12 cañones de a 2 y 10 falconetes.
- Paquebot San José, con 10 cañones de a 2 y 16 falconetes
- Paquebot Nuestra Señora de Guadalupe, con 12 cañones de a 4 y 2, y 10 falconetes
- Paquebot San Telmo, con 10 cañones de a 4, 3 y 2 ,y 10 falconetes.